# Polny Młyn (województwo lubelskie)
Polny Młyn – wieś w Polsce położona w województwie lubelskim, w powiecie lubartowskim, w gminie Kamionka.
Miejscowość była do 31 grudnia 2020 częścią wsi Kamionka, a do 31 grudnia 2021 częścią wsi Kierzkówka.